# Sony Xperia C3
Sony Xperia C3 — це смартфон на базі Android, який продавався та вироблявся Sony Mobile Communications. Під кодовою назвою «Wukong» є наступником Sony Xperia C, він оснащений процесором Snapdragon 400.
Xperia C3 був анонсований 8 липня 2014 року і продавався як «найкращий у світі смартфон для селфі». На відміну від інших смартфонів Sony, він має фронтальну камеру на 5 Мп, а також задню камеру на 8 Мп. Він був випущений у серпні 2014 року, починаючи з Китаю, а потім на інших ринках.

## Характеристики смартфону

### Апаратне забезпечення
Смартфон працює на базі чотириядерного процесора Qualcomm Snapdragon 400 (MSM8926), що працює із тактовою частотою 1,2 ГГц, 1 ГБ оперативної пам’яті і використовує графічний процесор Adreno 305 для обробки графіки. Пристрій також має внутрішню пам’ять об’ємом 8 ГБ, із можливістю розширення карткою microSDHC до 32 ГБ. Апарат оснащений 5,5 дюймовим (140 мм відповідно) екраном із розширенням 1280 x 720 пікселів, із щільністю пікселів на дюйм — 267 ppi, що виконаний за технологією IPS LCD. В пристрій вбудовано 8-мегапіксельну основну камеру, що може знімати 1080p-відео із частотою 30 кадрів на секунду, фронтальна камера на 5 Мп, знімає відео 720p із такою ж частотою, 30 кадрів на секунду. Дані передаються через роз'єм microUSB 2.0. Щодо наявності бездротових модулів Wi-Fi (802.11 b/g/n), Bluetooth 4.0, вбудована антена стандарту GPS з A-GPS, ГЛОНАСС, NFC. Весь апарат працює від Li-ion акумулятора ємністю 2500 мА·год, що може пропрацювати у режимі очікування 1000 годин, у режимі розмови — 25 годин, і важить 149,7 грами.

### Програмне забезпечення
Смартфон Sony Xperia C3 постачався із встановленою Android 4.4.2 «KitKat»  із накладеним інтерфейсом користувача Sony. Версія для телефонів Sony включає багато медіа-програм від них, (Walkman, Альбоми, Фільми). Декілька програм Google (наприклад, Google Chrome, Google Play, Google Now, Карти Google і Google Talk) уже попередньо завантажені. Для пристрою було випущено оновлення до Android 5.1.1 «Lollipop», 22 квітня 2015 року, разом із T2 Ultra .